# Chol
Chol (también Choll) es una localidad de Palaos en el estado de Ngaraard.

## Demografía
Según estimación 2010 contaba con una población de 56 habitantes.